# This Is the Sound
This Is the Sound je debutové album švýcarské folkmetalové hudební skupiny Cellar Darling. Ta je složena ze tří hudebníků, kteří v roce 2016 opustili skupinu Eluveitie. Album bylo vydáno 30. června 2017 u vydavatelství Nuclear Blast. Produkce se ujal Tommy Vetterlim, se kterým členové skupiny spolupracovali již na některých albech Eluveitie, na zvuk desky dohlížela také zpěvačka Anna Murphy z pozice koproducentky.

## Seznam skladeb
Všechny skladby napsal(i) Cellar Darling. 
| Pořadí         | Název                    | Délka |
| -------------- | ------------------------ | ----- |
| 1.             | Avalanche                | 4:08  |
| 2.             | Black Moon               | 4:12  |
| 3.             | Challenge                | 3:38  |
| 4.             | Hullaballoo              | 3:35  |
| 5.             | Six Days                 | 5:49  |
| 6.             | The Hermit               | 3:15  |
| 7.             | Water                    | 1:54  |
| 8.             | Fire, Wind & Earth       | 4:41  |
| 9.             | Rebels                   | 5:34  |
| 10.            | Under the Oak Tree…      | 4:13  |
| 11.            | …High Above these Crowns | 2:45  |
| 12.            | Starcrusher              | 3:20  |
| 13.            | Hedonia                  | 7:28  |
| 14.            | Redemption               | 5:19  |
| Celková délka: | Celková délka:           | 59:51 |

## Obsazení
- Anna Murphy – zpěv, niněra
- Merlin Sutter – bicí
- Ivo Henzi – kytara, basová kytara

Hosté
- Fredy Schnyder – piano[5]

Technická podpora
- Tommy Vetterlim – produkce
- Manuel Vargas Lepiz – fotograf, přebal alba, design bookletu
- Christopher Ruf – přebal alba, design bookletu[4]